# Ole Barndorff-Nielsen

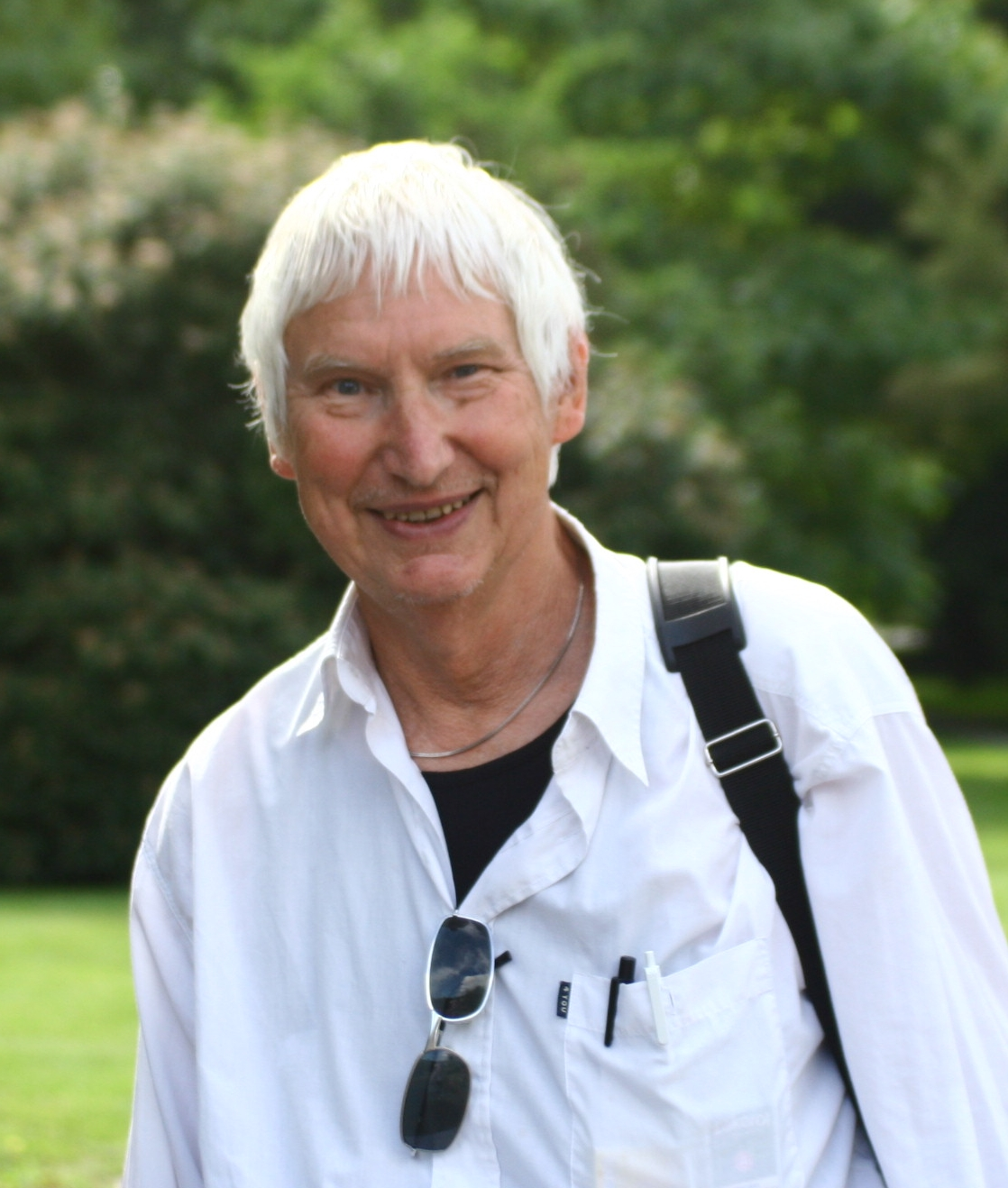
Barndorff-Nielsen im August 2007

Ole Eiler Barndorff-Nielsen (* 18. März 1935 in Kopenhagen; † 26. Juni 2022 in Aarhus) war ein dänischer Mathematiker, dessen Spezialgebiet im Bereich der Statistik lag. Er ist der Namensgeber der Barndorff-Nielsen-Formel für Maximum-Likelihood-Schätzer und des nach ihm und Neil Shephard benannten Barndorff-Nielsen-Shephard-Modells stochastischer Volatilitäten.

## Werdegang
Nachdem Barndorff-Nielsen 1954 mit einem mathematisch-naturwissenschaftlichen Studentexamen die Hochschulreife erlangt hatte, begann er ein Studium an der Universität Aarhus, das er im Juni 1960 mit dem akademischen Grad eines Mag. Scient. in Mathematik und mathematischer Statistik abschloss. Parallel arbeitete er zwischen 1954 und 1958 in der Abteilung für Biostatistik beim Statens Serum Institut und anschließend bis 1960 als Assistent an der Universität Kopenhagen.
Ab Juli 1960 war Barndorff-Nielsen als Dozent am mathematischen Institut an der Universität Aarhus tätig. 1973 wurde er zum Professor ernannt und übernahm den Lehrstuhl der Abteilung für theoretische Statistik. In den folgenden Jahren engagierte er sich in nationalen wie internationalen Organisationen. So ist er Mitglied der Königlich Dänischen Akademie der Wissenschaften, der Academia Europaea (1990) und war 1993 bis 1995 Präsident der Bernoulli Society for Mathematical Statistics and Probability. 1997 wurde er zum Vorsitzenden der European Research Centres on Mathematics sowie der European Mathematical Society gewählt.

## Lehre und Forschung
Barndorff-Nielsen beschäftigte sich in den Anfängen seiner akademischen Laufbahn mit den Grundlagen der Statistik, aber auch speziellen Verteilungsklassen wie denen vom exponentiellen Typ (Exponential Family). Mit seinen Arbeiten über die Hyperbolische Verteilung und der Entwicklung der sog. „Generalised hyperbolic distribution“ legte er den Grundstein für eine tiefgreifendere mathematische Modellierung z. B. von Turbulenz und der Beschreibung der Verteilung von Renditen.
Anfang der 1980er trat Barndorff-Nielsen vor allem im Bereich asymptotischer Statistik in Erscheinung. 1983 entwickelte er eine Formel für Maximum-Likelihood-Schätzer bei gegebener anzillärer Statistik, die später nach ihm benannt wurde. Zusammen mit David Cox verfasste er einflussreiche Bücher über Techniken der asymptotischen Statistik. 
Seit den 1990er Jahren trat Barndorff-Nielsen mit Veröffentlichungen über die Theorie der Lévy-Prozesse in Erscheinung und arbeitete an statistischen Modellen zur Auswertung von Experimenten der Quantenphysik.
Später beschäftigte sich Barndorff-Nielsen mit der statistischen Untersuchung von Semimartingalen, insbesondere beschäftigte er sich mit der Schätzung von gewissen Größen bei Ito-Prozessen. Dabei geht es beispielsweise darum, die integrierte Volatilität eines Ito-Prozesses zu schätzen.
Seine letzten Forschungsbeiträge befassten sich vor allen Dingen mit der statistischen Untersuchung von stochastischen Prozessen, die keine Semimartingale sind.
Eine sehr flexible Klasse von stochastischen Prozessen, die im Allgemeinen keine Semimartingale sind, ist die Klasse der Ambit-Prozesse. Spezielle und wichtige Unterklassen sind Brownsche semistationäre Prozesse, oder allgemeiner Lévy semistationäre Prozesse. 
Ursprünglich motiviert aus der Modellierung von Turbulenzen und Krebsgeschwüren, stellen diese Prozesse ein sehr aktuelles Forschungsgebiet in der mathematischen Statistik dar.